# 室韋口岸
室韋口岸是中華人民共和國內蒙古自治區的一個陸路双边口岸，位於呼倫貝爾市額爾古納市蒙兀室韋蘇木境內，並與俄羅斯聯邦外貝加爾邊疆區涅爾琴斯基扎沃德區的奧洛契口岸相接。該口岸在1989年4月獲中華人民共和國國務院批准為國家一類口岸，並於1991年2月1日正式向外開放。另一方面，室韋口岸的總體管理事務由額爾古納市口岸辦公室負責，而滿洲里海關、滿洲里出入境檢驗檢疫局和室韋邊防檢查站則擔負該口岸的海關查驗、物品檢疫與進出口手續辦理等工作。

## 位置與交通
室韋口岸位於中華人民共和國內蒙古自治區呼倫貝爾市額爾古納市蒙兀室韋蘇木西南方約500米，距離鄰近莫爾道嘎鎮和額爾古納市政府所在地拉布達林街道分別為90公里以及168公里，而距離同樣位於額爾古納市境內的黑山頭口岸則是陸路230公里與水路約250公里。該口岸西部靠近中俄兩國界河——額爾古納河和中俄邊界第111號界標，並透過大橋與對岸位於外貝加爾邊疆區涅爾琴斯基扎沃德區奧洛契（又稱奧洛奇或奧羅奇）口岸相接，而雙方直線距離僅為1公里。
交通方面，室韋口岸是內蒙古 201省道的北端起點，該省道向南延伸並途經恩和俄羅斯族鄉與三河回族鄉，接著在拉布達林街道南部離開額爾古納市並前往陳巴爾虎旗。另一方面，中華人民共和國政府於2009年發表《中華人民共和國東北地區與俄羅斯聯邦遠東及西伯利亞地區合作規劃綱要（2009—2018年）》，該綱要公佈了多項涵蓋各個領域的兩國合作計劃以及邊境口岸地區的基礎設施建設項目，當中包含興建連接室韋口岸、蒙兀室韋蘇木和莫爾道嘎鎮的普通公路與單線鐵路，但是上述工程截至2018年8月仍然沒有開工建設。

## 歷史
室韋口岸的前身為內蒙古自治區人民政府在1988年設立的室韋臨時過貨點，其後於1989年4月獲中華人民共和國國務院批准升格成為國家一類口岸，並在1991年2月1日獲國務院准許正式對外常年開放；其年均貨運以及客運通過能力則分別是100萬噸以及50萬人次。由於對岸的俄羅斯外貝加爾邊疆區東北部擁有非常大量的森林資源和包含金、鐵與銅等的礦產資源，以及中國國內很多地方實行各類天然資源保護措施，導致室韋口岸逐漸成為一個大量進口俄羅斯林業與金屬資源的重要口岸，例如2001年某一個月就曾經進口超過1.24萬立方米木材；而大量林木和礦產的開採與出口也使俄方賺取源源不絕的外匯並得以發展國內經濟。此外大量的資源進口亦讓室韋口岸不斷改善其各項基建，例如開通公路以及穩控電話服務，並引入110千伏高壓變電線路從而提供穩定和可靠的電力供應。截至2006年，該口岸擁有聯檢宿舍、聯檢辦公室、聯檢大廳、邊貿辦公室和封閉式倉庫等設施，總計超過1170平方米。
2001年2月15日，時任中華人民共和國交通部部長黃鎮東與時任俄羅斯駐中國大使羅高壽於中國北京市簽訂協議，決定為室韋口岸興建一座永久性的鋼筋混凝土結構大橋，以取代舊有的簡易木橋。該橋由額爾古納市人民政府和當時的赤塔州政府共同出資、建設、擁有以及管理，而其長度、寬度與高度分別約為310米、5米以及8米，並能夠承載100噸的掛車和20噸的普通汽車通過。新橋工程在同年4月22日開始建設，經過152日後於9月20日完工，並在10月1日正式通車；而因為這座新橋也是中俄兩國第一座跨國大橋，所以又被稱為「友誼大橋」。不過後來俄羅斯聯邦政府曾經於2003年6月期間因為中國境內發生的嚴重急性呼吸系統綜合症疫情而暫時關閉包含室韋口岸在內多個中俄口岸，使多間從事邊境貿易與旅遊業務的公司遭受影響。
2011年11月3日，室韋口岸首次進口出產自俄羅斯諾永達拉果鉛鋅礦的鋅礦砂，該批鋅礦砂的總重量以及貨值分別是22.62噸和約2717美元，並由額爾古納寶金礦業公司購買。隨後中國政府也繼續完善室韋口岸的各項設施，包括在2013年9月開工建設總建築面積5654平方米的新客貨聯檢廳，並擬建木材深加工基地以及跨界礦石皮帶輸送項目，爭取使其成為東北地區進口建築材料、煤炭、木材和鋼鐵的重要集散基地；而新建的客貨聯檢廳其後亦於2015年落成啟用。
2015年1月下旬，負責室韋口岸邊檢任務的室韋邊防檢查站與負責對岸俄羅斯奥洛契口岸邊檢職責的邊防機構進行業務交流以及工作會談。雙方均派出各自的檢查人員進入對方執勤地點，並了解兩地出入境證件和交通運輸工具的檢查方法與流程；而兩者也在接著舉行的工作會談當中就加快通關效率、強化情報交流以及打擊違法活動等事宜交換意見並達成共識。

## 過境量統計
總計2016年全年，室韋口岸進出口貨運量達14.33萬噸，較2015年增長百分之9.1；另外出入境客運量為2.6萬人次，與去年數據相比下降了百分之10.3；而進出境車輛則是1.97萬輛次，同比減少百分之3.4。:118

## 旅遊與走私活動
室韋口岸以及其跨國大橋近年來成為蒙兀室韋蘇木其中一個重要旅遊景點，僅2012年5月上旬至同年8月下旬期間每日平均便有超過800名遊客前往當地參觀；而室韋邊防檢查站官兵自2007年開始也另行義務擔當起導遊和緊急救助員角色，為蒞臨遊客提供口岸歷史講解、事務諮詢以及危難救助服務。另一方面，中國政府與俄羅斯政府在2012年簽訂文化交流協議，約定從同年開始每年7月上旬至8月中旬於室韋口岸和奧洛契口岸舉行時長一個半月的「中俄界河大舞台」活動。屆時兩國表演者將會在所屬舞台演繹含有蒙古族與俄羅斯族特色的各類節目，而各地遊客除了可以觀看本國演出之外，也能夠透過大屏幕欣賞對岸鄰國的節目。上述服務以及活動讓室韋口岸的參觀人數不斷上升，例如於2017年全年便有7.35萬人次到來參觀，並藉此帶來147萬元人民幣門票收入。
2014年12月4日，室韋口岸第一次發生玉石原材料走私案件，當時室韋邊防檢查站官兵從一輛由俄羅斯駛進口岸的鐵礦石貨車底部發現11塊不同大小的玉石原材料，總重量為3.12噸。